# Songhai (popolo)

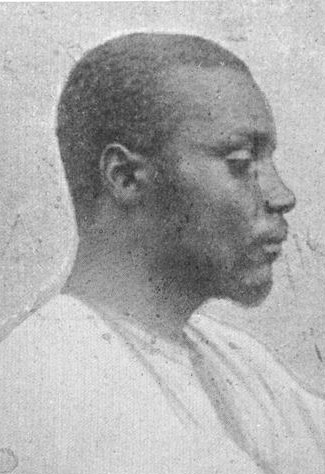
Giovane uomo songhai di 17-20 anni, Gao (Mali)

I Songhai sono una popolazione africana stanziata presso il fiume Niger, tra gli stati del Mali, di cui costituiscono il 7% della popolazione, e del Niger, nel quale sono spesso identificati con il gruppo affine dei Djerma. Sono agricoltori, e coltivano le rive del Niger e le sue aree di esondazione.
I Songhai moderni sono i discendenti del popolo che diede vita all'Impero Songhai, nell'Africa subsahariana, che ebbe una grande importanza nella storia dell'Africa anche grazie alla sua posizione strategica a cavallo fra l'Africa nera e quella bianca.

## Storia
Una delle conquiste dell'Impero del Mali, il regno di Gao, fu segno emergente dell'ultimo grande impero del sudan occidentale. Sebbene la città di Gao fosse occupata da una dinastia Soghai già prima che fosse occupata da Mansa Musa nel 1325, l'Impero Songhai sarebbe nato molto dopo. L'impero vide la sua ascesa preminente nel 1468 sotto Sonni Ali Ber, uno stratega militare e sovrano influente, il quale conquistò gran parte dei territori dell'impero del Mali in declino, incluse Timbuktu, famosa per le sue università islamiche, e la fondamentale città commerciale di Djenné. Tra gli studenti più noti del paese vi era Ahmed Baba, uno storico molto distinto nella regione citato frequentemente in opere come Tarikh al-Sudan.
Il popolo Songhai era costituito soprattutto da pescatori e commercianti. Dopo la morte di Sonni Ali, il suo successore dovette affrontare una rivolta da parte di varie fazioni musulmane, che lo deposero e misero sul trono Muhammad Ture, un generale Sarakollé, che divenne Askia Muhammad, capostipite e sovrano più importante della dinastia Askia (1492–1592), sotto la quale l'impero Songhai raggiunse il suo zenith.
Dopo Askia Muhammad, l'impero iniziò a crollare, in quanto enorme e a malapena tenuto sotto controllo. Il regno di Marocco, vedendo come il commercio di sale e oro era ancora fiorente, decise di usarlo come stato cliente. Non riuscì comunque a dominare completamente la regione provocando la frammentazione del territorio in piccoli staterelli indipendenti, tra cui il Segu, nonché principati autonomi marocchini che sarebbero esistiti fino alla conquista francese.
I Dendi sono un sottogruppo dei Songhai.